# Physaliidae
Physaliidae é uma família de cnidários pertencente à classe Hydrozoa, ordem Siphonophora, subordem Cystonectae, que inclui a caravela portuguesa ou garrafa azul.

## Descrição
Os indivíduos são colónias de pólipos especializados, incluindo:
- O pneumatóforo, um pólipo transformado numa bolsa cheia de ar, que permite a flutuação da colónia; por vezes, esta bolsa azul tem uma excrescência que funciona como uma vela;
- Os dactilozoóides que são pólipos alongados, parecendo tentáculos, onde se encontram os nematocistos;
- Os gastrozoóides que digerem as presas; e
- Os gonozoóides que produzem os gâmetas para a reprodução[1].

Este arranjo permite à garrafa azul capturar e digerir pequenos peixes, mas também provoca um elevado risco ao homem e a outros animais aquáticos que ela não pode digerir.

## Classificação e distribuição
Esta família tem um único género descrito, Physalia, e uma única espécie confirmada, Physalia physalis, mas existem mais espécies descritas, provavelmente correspondendo a formas que se afastam da espécie principal, como o tamanho do flutuador ou o número de tentáculos ou pólipos, e que podem resultar da variabilidade natural da espécie.
A maior parte das ocorrências registadas localizam-se no Oceano Índico, mas há registos isolados de todos os oceanos, incluindo a Antártida e o Atlântico Norte.